# Cudworth (Surrey)
Cudworth – osada w Anglii, w hrabstwie Surrey, w dystrykcie Mole Valley. Leży 40 km na południe od centrum Londynu.